# موبولاده آجوماله
موبولاده آجوماله (انگلیسی: Mobolade Ajomale؛ زادهٔ ۳۱ اوت ۱۹۹۵) دونده سرعت اهل کانادا است.
از افتخارات وی میتوان به کسب مدال برنز دو ۴×۱۰۰ متر امدادی در بازی‌های المپیک تابستانی ۲۰۱۶ اشاره کرد. 